# Závod
Závod (en húngaro: Pozsonyzávod) es un pueblo y municipio, ubicado en el distrito de Malacky en la región de Bratislava en Eslovaquia occidental. Al 31 de diciembre de 2009, el municipio  había alcanzado  una densidad poblacional de 101 habitantes por km ², y su territorio tiene una superficie de 27,3 km ². La primera mención escrita del pueblo data de 1557.
La primera mención escrita del asentamiento en forma de "Závod" data de 1557 , pero su antigua iglesia ya se menciona en 1339 y 1450 . En 1828 vivían allí 2 305 habitantes en 320 hogares. En 1910, según el censo residían 1 840 personas (la mayoría de ellos, eslovacos). Hasta el Tratado de Trianon pertenecía a la comunidad del reino húngaro; Pozsony, en un barrio de Malacky, entonces perteneciente a la república de Checoslovaquia, durante la Segunda Guerra Mundial y desde 1993, en Eslovaquia. En 2001  habitaban 2 578 personas (2497 eslovacos).

## Demografía
| Año        | 1994 | 2004    | 2014    | 2024    |
| ---------- | ---- | ------- | ------- | ------- |
| Población  | 2532 | 2664    | 2792    | 2938    |
| Diferencia |      | +5,21 % | +4,80 % | +5,22 % |

| Año        | 2023 | 2024    |
| ---------- | ---- | ------- |
| Población  | 2956 | 2938    |
| Diferencia |      | −0,60 % |